# Kouka Ntadi
Kouka Ntadi, né à Paris en 1981, est un artiste franco-congolais. Aujourd'hui il vit et travaille à Paris.
Fils d’une dramaturge française et d’un artiste congolais, il est aussi le petit-fils du peintre expressionniste Francis Gruber.
Il est diplômé de l’école des Beaux-Arts d’Avignon. Son expression artistique s'exprime par le biais de différents médias: la peinture, le graffiti et le rap (il sort l'album « L’Enfant Blam » en 2011).
Il utilise à la fois la bombe et le pinceau. Ses principaux supports d’expression artistique sont des éléments de récupération : du papier, du carton, du bois, de la toile de jute. Il travaille également dans l'espace public, en réalisant des fresques murales monumentales.
Son travail s’oriente sur les thèmes de l’identité, la quête de soi et les origines. Il s’efforce d’envahir les espaces pour les humaniser et par la même occasion rendre accessible l’art au plus grand nombre. Ses guerriers immenses réalisés en 2013, 2014 et 2015 à Vitry-sur-Seine, Aulnay-sous-Bois, et Miami, témoignent de véritables performances artistiques et physiques qui inscrivent son art dans l'instantanéité.
C’est en 2008 que naît la fameuse figure des "Guerriers Bantu" qui deviendra le symbole de l'homme universel dans le travail artistique de Kouka. Lors d’un voyage à Libreville au Gabon, il découvre ce qui aurait dû être le Centre international des civilisations bantu. Initié il y a plus de 20 ans, le projet inachevé est reconverti en camp d’entraînement militaire. En y apposant ses "Guerriers Bantu" comme figure de mémoire, il marque sa première empreinte urbaine singulière qui fera ensuite le tour du monde.
En 2011, Kouka investit le Château d'Albat’art, le plus grand squat d’artistes de Paris qui resta ouvert de décembre 2010 à mai 2011. Soucieux de l’image du lieu, Kouka se lance dans un projet monumental : dévisser une par une les fenêtres pour y peindre ses guerriers qui deviennent alors un symbole pour les habitants du quartier.
Le bâtiment va être transformé en hôtel de luxe, une vente aux enchères est alors organisée pour sauver les fenêtres. Les bénéfices seront reversés à la Fondation Chirac et l’AMREF Flying Doctors.
Son œuvre est devenue emblématique de ce lieu, en témoigne l’affiche du court-métrage « Tu vas mourir (c’est pas grave) » portant sur l’expulsion des artistes du squat.
En résidences successives à Jardin Rouge à Marrakech entre 2013 et 2015, il expose une vingtaine de palissades de guerriers bantu.

## Oeuvres
- Guerriers bantus, Vitry-sur-Seine, 2013
- Mains d'oeuvres, Cour des myrtilles, Saint-Ouen, 2021
- Guerreiros Bantu, Boa Lab, Lisbonne 2021

## Expositions (sélection)
- 2020:
  - « In-Discipline », Espace d’Art Montresso, Marrakech, Maroc
- 2019:
  - « Bantu, Territoire Libre », Galerie Taglialatella, Paris, France
  - « Palimpsestes », Galerie Artset, Limoges, France
- 2018:
  - « Venus », Galerie Taglialatella, Paris, France
  - « XXL#2 », Espace d’Art Montresso, Marrakech, Maroc
  - « Regarde-Moi », Musée National de l’Histoire de l’Immigration, Paris, France
- 2017: 
  - « Humanités », Galerie Taglialatella, Paris, France
  - « Voyage ethnique », NAG Not A Gallery, Paris, France
  - « Présence Commune », Musée Mohammed VI, Rabat, Maroc
- 2016: 
  - « Dos au Mur », Jardin Rouge, Marrakech, Maroc
  - « Ecce Homo », Galerie Taglialatella, Paris, France
  - Dak’Art: Installation « Guerrier de la République », Ile de Gorée, Sénégal
- 2015 : 
  - NO[S CULTURE[S], Jardin Rouge, Marrakech]
  - Butterfly, Galerie Tagliatella, Paris
- 2014 : 
  - Dali Fait le Mur, Espace Dali, Paris
  - Pièces Détachées, Galerie Wallworks, Paris
  - Made In France, GCA Gallery, Nice
  - Art Stage Singapore, We Are Asia, Singapour
- 2013 :
  - Opus Délits Show, Espace Pierre Cardin, Paris
  - Who the Cap Fit, Yakin & Boaz Gallery, Casablanca
  - New Art Fair, Espace Pierre Cardin, Paris